# 北京大学附属小学
39°59′38″N 116°18′46″E / 39.993839°N 116.312892°E

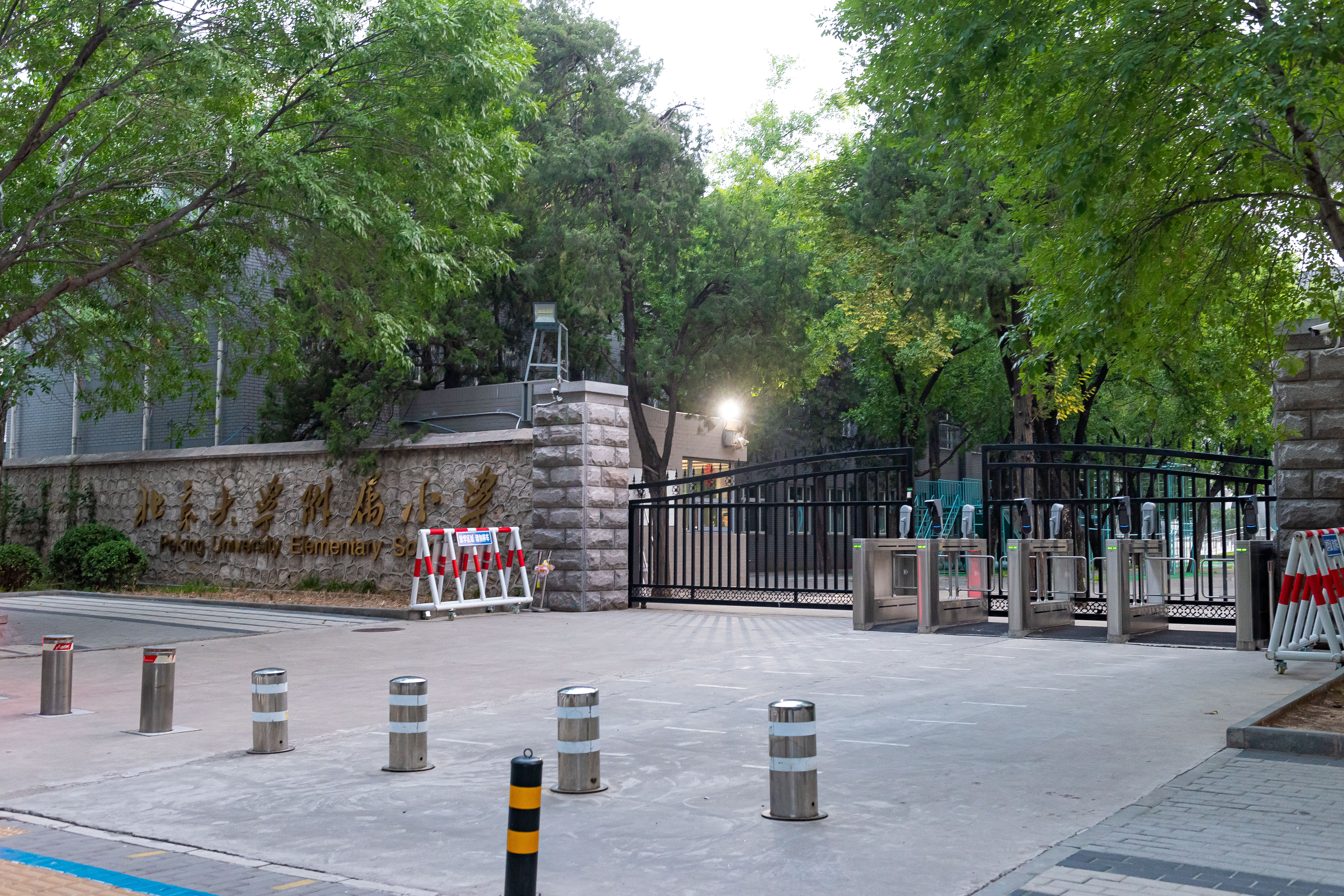
北大附小东门（2024年7月）

北京大学附属小学，简称北大附小。最初于1906年建立，1959年迁入现校址。是一所六年制小学。校园坐落于北京大学燕东园内，占地面积24800平方米。是北京大学教职工子弟学校，直属中国教育部领导。

## 知名校友
- 杨沛宜
- Jacqueline Wang, 王光美二哥王光琦之曾孫女。